# Suzanne Brohan
Suzanne Brohan, född 22 januari 1807 och död 16 augusti 1887, var en fransk skådespelerska. Hon var mor till skådespelarna Augustine Brohan och Madeleine Brohan.
Brohan var från 1834 anställd vid Théâtre-Français, och berömd som framställare av den klassiska och moderna komedins subretter.